# The Love Me Nots
The Love Me Nots waren eine Independent-Garage Rock-Band aus Phoenix (Arizona, USA). Bandmitglieder waren Nicole Laurenne (Gesang, Orgel), Michael Johnny Walker (Gitarren, Hintergrundgesang), Christina Nunez (Bass, Hintergrundgesang) und Jay Lien (Schlagzeug).

## 2006 Gründung
Starke Einflüsse sind Bands wie The Animals, The Ventures, The Sonics, Dick Dale, The Yardbirds, Nancy Sinatra, The Hives, The Mysterians, The Gun Club, Dead Kennedys, The Seeds, The Detroit Cobras, April March und The White Stripes sowie sechziger Jahre R&B. The Love Me Nots selbst nennen ihren Sound spy-surf-fuzz-gogo.
The Love Me Nots wurden im Sommer 2006 von Nicole Laurenne und Michael Johnny Walker in Phoenix gegründet. Walker spielte bei The Sonic Thrills, die damals eine der örtlichen Lieblingsbands von Laurenne waren. Walker entschloss sich, ein Nebenprojekt zu starten und entdeckte Laurennes Band Blue Fur bei Myspace. Nach einem Konzert von Blue Fur fragte Walker Laurenne, ob sie Frontfrau bei seinem neuen Projekt werden wollte. Sie verbrachten einige Zeit damit, sich Garagenplatten anzuhören, und schrieben schließen ihre ersten zwölf Lieder.
Walker rekrutierte Jay Lien (The Sonic Thrills, White Demons) und Christina Nunez (The Madcaps) für die Band. Im Juni 2006 veröffentlichten sie Probeaufnahmen bei Myspace. Innerhalb von wenigen Wochen wurden ihre ersten Stücke von Independent-Radiostationen in den USA und in Großbritannien gespielt. The Love Me Nots nahmen daraufhin ihr erstes Album im September 2006 innerhalb von fünf Tagen in Detroit auf und veröffentlichten die zwölf Titel wiederum bei Myspace. Die Stücke wurden bereits am ersten Tag mehr als tausendmal angespielt. Bald darauf wurde die Band für Auftritte im ganzen Südwesten der USA gebucht.

## 2007In Black & White
Das von Jim Diamond (The White Stripes, The Romantics, Dirtbombs) produzierte Debütalbum In Black & White wurde im Januar 2007 unter dem eigenen Label der Band (Atomic A Go Go Records) veröffentlicht. Innerhalb einer Woche gelangte das Album in die CMJ Top 100 Charts und blieb dort zehn Wochen lang. Die Stücke wurden regelmäßig vom Satelliten-Radio (darunter Sirius’s Underground Garage channel und XM Radio’s XMU station), vom College-Radio, von europäischen und britischen Garagen-Rock Radiosendungen, Podcasts und Internetsendern gespielt.
Die Band spielte live bei Radiosendern in Phoenix, New Jersey, Seattle, San Francisco und mehreren anderen Städten auf ihrer Tour. Die Single „Move in Tight“ stand auf der Liste „Songs You Need to Download Now“ des Magazins Spin. Eine Reihe von Billboard-Herausgebern wählte die Love Me Nots aus, um 2007 beim Wettbewerb „Independent Music World Series“ in San Francisco zu spielen. Ende des Jahres 2007 stand das Debütalbum der Band auf der Top 25-Liste von XM Radio sowie auf den Bestenlisten von Rock-Magazinen und -Sendern der USA, Europas und Südamerikas.

## 2008Detroit
Im Mai 2008 wurden die Bassistin Kyle Rose Stokes (The Dames) und der Schlagzeuger Vince Ramirez (Grave Danger, Flathead) Mitglieder der Band. Das zweite Album, Detroit, – ebenfalls produziert von Jim Diamond bei Atomic A Go Go Records – wurde im August 2008 veröffentlicht und stand in diesem Jahr in den USA auf verschiedenen Bestenlisten (z. B. Village Voice, Austin Chronicle, BreakThru Radio und die Phoenix New Times). Die französische Ausgabe des Rolling Stone kürte es zur Platte des Monats Mai 2009 und die Single Give ’Em What They Want wurde vom Sirius Radio Underground Garage-Sender zum Coolest Song in The World gewählt.

## 2009Upsidedown Insideout
Das Video zur Single You’re Really Something wurde im November 2008 veröffentlicht. Die Band ging auf eine terminreiche Tour entlang der Westküste der USA. Auch im Jahr 2009 blieb die Band viel beschäftigt, indem sie u. a. erstmals in Europa auf Tour durch Frankreich, Deutschland, Dänemark und die Niederlande gingen. Die Band schloss mit Bad Reputation Records einen Vertrag ab, um die ersten beiden Alben in Frankreich neu zu veröffentlichen. Ein Stück der ersten Platte der Band, Break My Heart, war im Sommer Teil des Soundtracks der Fernsehsendung Rescue Me.
Nachdem Ramirez die Band verlassen hatte und rechtzeitig durch den Phoenixer Plattenproduzent und Schlagzeuger Bob Hoag (The Go Reflex, Pollen) ersetzt worden war, erschien im September 2009 das dritte Album, Upsidedown Insideout (Atomic A Go Go), ebenfalls produziert von Jim Diamond, dieses Mal allerdings in Phoenix.

## 2010/2011The Demon and the Devotee
Im Jahr 2010 tourte die Band durch Frankreich und Spanien. Der französische Rolling Stone brachte einen längeren Beitrag über die Band, genauso wie Rock&Folk und mehrere andere wichtige Magazine. Das Video zu Do What You Do wurde im Januar 2010 veröffentlicht. Im Sommer 2010 wurde die laufende Tournee abgebrochen, nachdem bei Sängerin Nicole Laurenne Brustkrebs diagnostiziert worden war. Da sie inzwischen erfolgreich behandelt wurde, war ein neues Album für Ende des Jahres 2010 geplant, erschien dann aber erst Anfang Mai 2011 (beim Label Bad Reputation). Ein Großteil des Materials für The Demon and the Devotee war bereits vor Laurennes Krankheit geschrieben und aufgenommen worden. Das Album wurde wiederum von Jim Diamond in Detroit produziert. Zur Band zurückgekehrt ist der ursprüngliche Schlagzeuger Jay Lien.
In 2011, 2012 und 2013 geben The Love Me Nots zahlreiche Konzerte, insb. in den USA und in Frankreich.
August 2013 nimmt Nicole Laurenne am Arizona Storytellers Project teil und erzählt vor allem von den schwierigen Anfängen der Band.

## 2014Sucker
Im November 2014 erschien Sucker (Atomic A Go Go), das fünfte Studioalbum der Band, die wieder zur ursprünglichen Besetzung mit Jay Lien und Christina Nunez zurückgekehrt war. Das Album wurde in Bob Hoags Flying Blanket Studios in Mesa produziert und von Jim Diamond in Detroit gemastert.
Bereits im Jahr 2013 haben Laurenne und Walker zusammen mit Christa Collins (Gesang, Synthesizer) und Rik Collins (Bass) die Band Motobunny gegründet.
Weitere Musikprojekte von Laurenne sind Zero Zero und The Darts.

## Studioalben
- 2007: Black & White
- 2008: Detroit
- 2009: Upsidedown Insideout
- 2011: The Demon and the Devotee
- 2014: Sucker